# Rouy

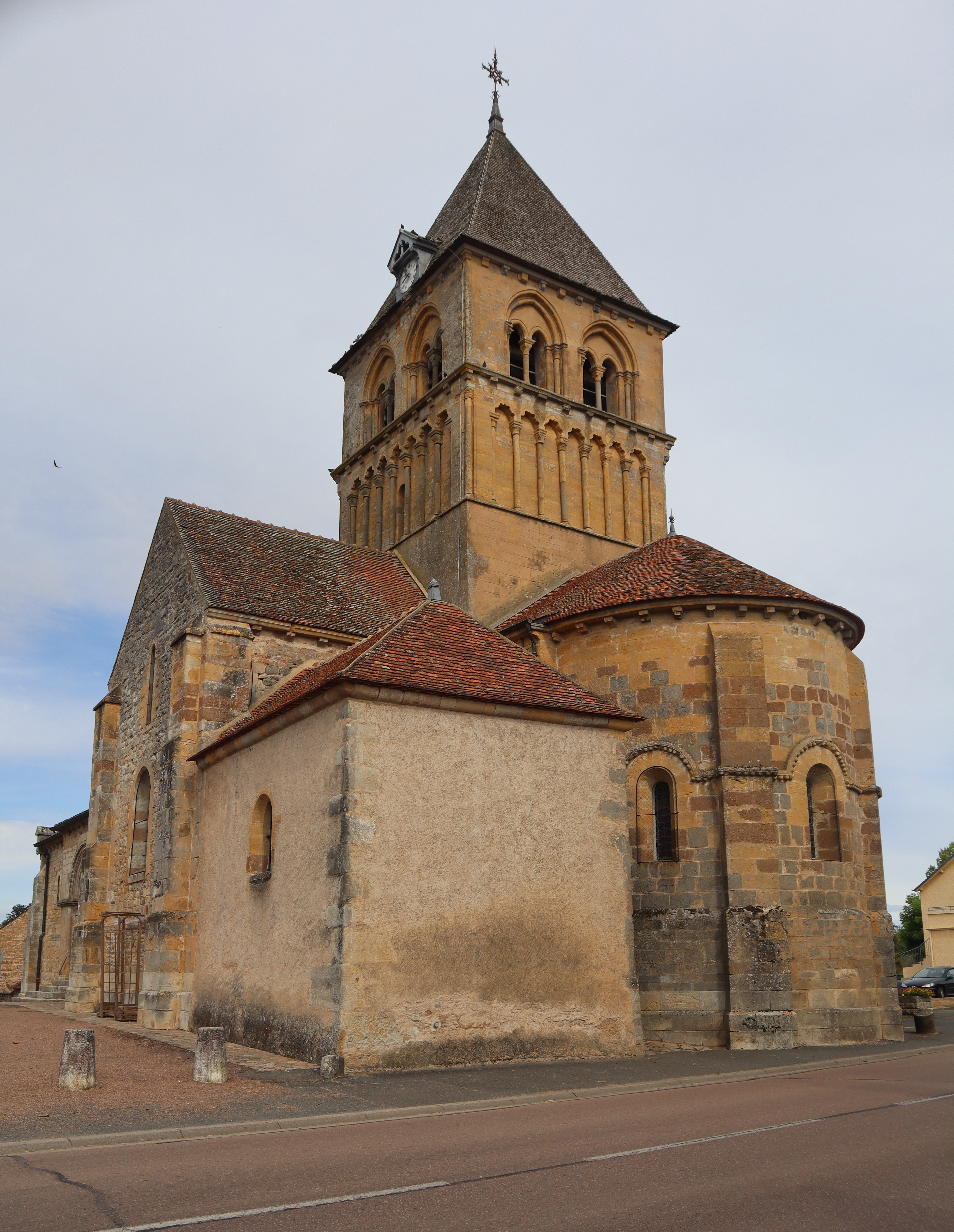
Kerk

Rouy is een gemeente in het Franse departement Nièvre (regio Bourgogne-Franche-Comté) en telt 646 inwoners (2022). De plaats maakt deel uit van het arrondissement Nevers.

## Geografie
De oppervlakte van Rouy bedraagt 36,8 km², de bevolkingsdichtheid is 17,3 inwoners per km².
De onderstaande kaart toont de ligging van Rouy met de belangrijkste infrastructuur en aangrenzende gemeenten.

## Demografie
Onderstaande figuur toont het verloop van het inwonertal (bron: INSEE-tellingen).